# Triniochloa
Triniochloa is een geslacht uit de grassenfamilie (Poaceae). De soorten van dit geslacht komen voor in Noord- en Zuid-Amerika.

## Soorten
De Catalogue of New World Grasses [13 april 2010] erkent de volgende soorten:
- Triniochloa andina
- Triniochloa gracilis
- Triniochloa laxa
- Triniochloa micrantha
- Triniochloa stipoides
- Triniochloa talpensis